# 特別消火中隊
特別消火中隊（とくべつしょうかちゅうたい、A-one Fire unit）は、東京消防庁が2004年（平成16年）に創設した部隊。韓国の大邱地下鉄放火事件や栃木県黒磯市ブリヂストン工場火災を教訓に、近年の多様化する消火活動に対応するための部隊である。

## 東京消防庁
ポンプ隊では消火が困難なごみ処理施設火災やタイヤ工場火災、石油タンク火災、地下鉄火災などの特殊な火災に対応するため結成された消火活動に特化した中隊である。庁内専門技術の認定者（特別救助隊資格者・経験者や救急標準課程等）や公的な資格保持者（危険物等の専門性のある資格）など専門的知識や技能を有する隊員も含まれ、火災以外にも救急・救助・予防などにも対応している。また火災現場等での安全管理任務を担うことも多い。通称は「A-one Fire Unit（エーワン ファイヤー ユニット）」で「A-one」は一流を意味する。
特別救助隊がオレンジ色の活動服・防火服で識別されるのと同様に「金色の防火帽に黒色の防火服」などで識別される（一般のポンプ隊は銀色の防火帽、ベージュに近い色の防火服）。防火帽の前面には中隊のエンブレムが付けられている。
資器材は新たに開発されたものも多く、最新型ガンノズルの放水器具や、従来より視界が広く呼吸器との干渉も軽減された防火帽、停電・煙などの中で自己発光する検索用ロープなどをはじめ、手斧などの装備に至るまで最新のものが配備されている。最近では面体にHUDが付いた呼吸器が配置され、装備の近代化が著しい。最新の装備を実験的に現場で使い、評価する実験部隊的な役目も担う。油圧救助機材やボーカメなどの救助資器材を積載した救助ユニットをホースカーと載せ替え、交通事故などの現場で救助活動も行う。
車両は普通・小型ポンプ車と水槽付ポンプ車・化学車・梯子付ポンプ車・塔体付ポンプ車のいずれかの2台で構成される。車両側面に「特別消火中隊」の文字とエンブレムが描かれている。

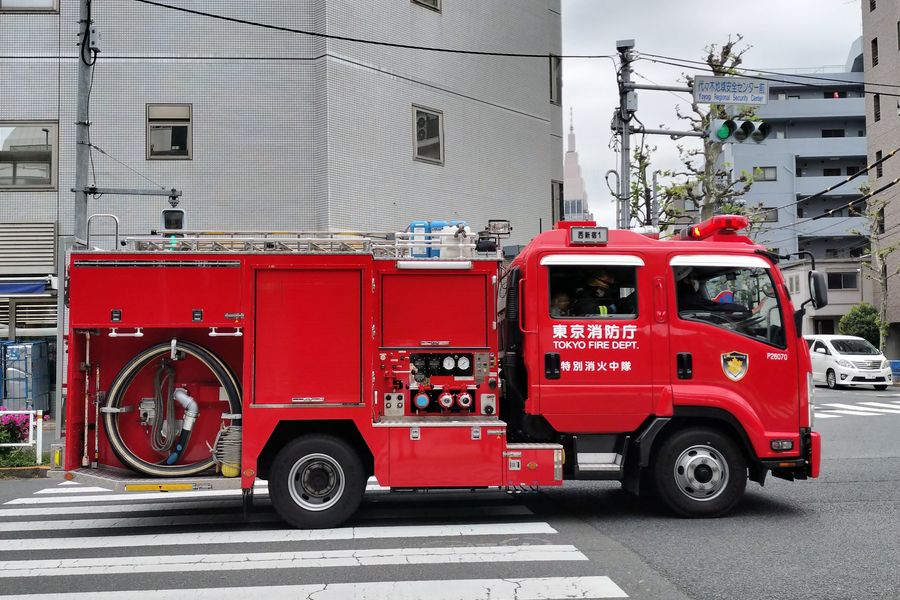
新宿消防署西新宿中隊のポンプ車「西新宿1」（ホースカー搭載）
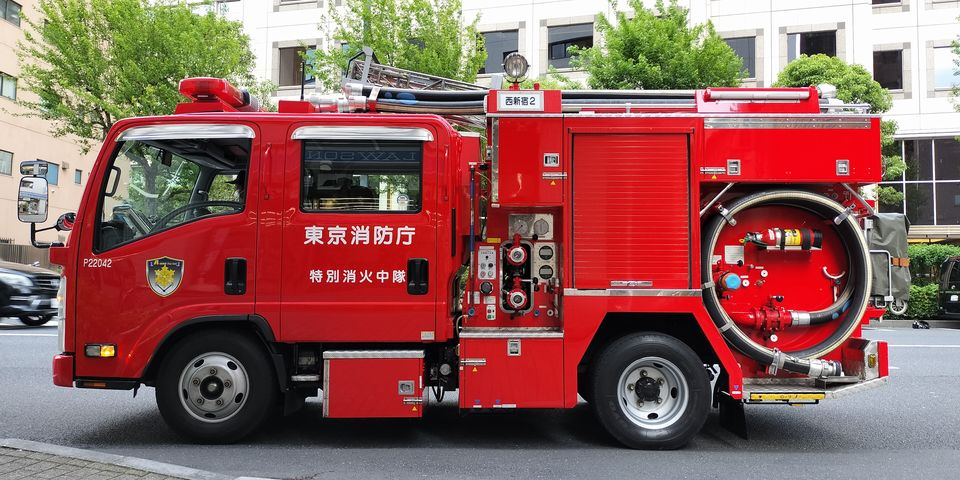
同じく「西新宿2」（水槽付き）

初期は各方面本部単位2個中隊の計20個小隊で発足し、2006年8月4日の第三弾配備により全消防署管内ごとに1個中隊（80個中隊）が配備完了した。2011年5月、数か所の特消隊が指定解除され、新たに指定隊を従来より増やして運用している署がある（八王子署管内の北野→小宮、みなみ野など）。これは特消隊を試験的に増強し、消防力の強化を図る。
2020年10月19日付で単隊の特別消火中隊は指定解除された。

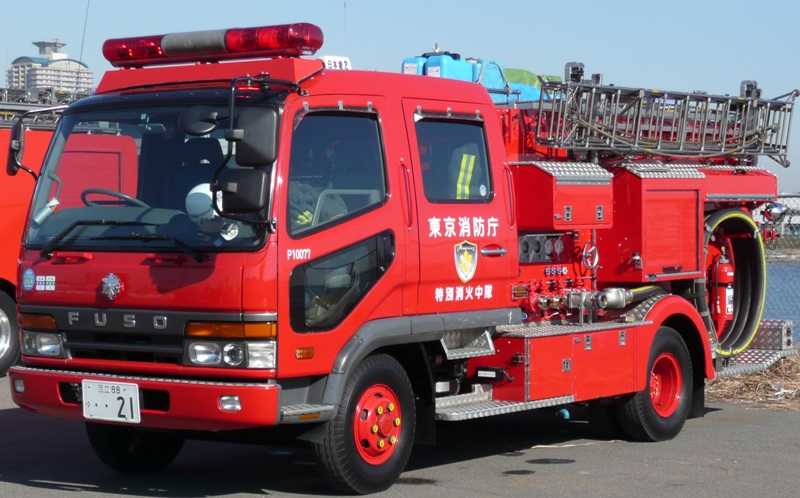
特別消火中隊の水槽付ポンプ車（廃車）
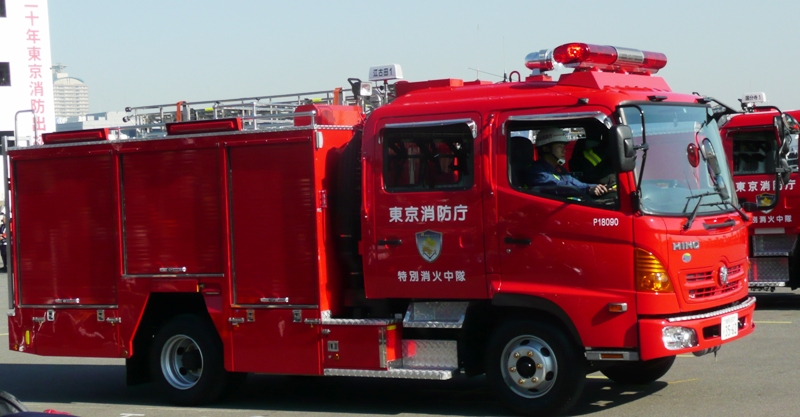
特別消火中隊の普通ポンプ車（廃車）

### 特別消火中隊に指定されている隊（2020年10月19日現在）

#### 1方面
- 京橋消防署 築地出張所
- 日本橋消防署 人形町出張所
- 芝消防署 芝浦出張所
- 高輪消防署 二本榎出張所

#### 2方面
- 品川消防署 大崎出張所
- 荏原消防署 旗の台出張所
- 大森消防署 森ヶ崎出張所
- 田園調布消防署 雪谷出張所
- 蒲田消防署 六郷出張所
- 矢口消防署 下丸子出張所

#### 3方面
- 目黒消防署 中目黒出張所
- 世田谷消防署 松原出張所
- 玉川消防署 新町出張所
- 成城消防署 烏山出張所
- 渋谷消防署 富ヶ谷出張所

#### 4方面
- 牛込消防署 早稲田出張所
- 新宿消防署 西新宿出張所
- 中野消防署 東中野出張所
- 野方消防署 江古田出張所
- 杉並消防署 馬橋出張所
- 荻窪消防署 西荻出張所

#### 5方面
- 小石川消防署 大塚出張所
- 池袋消防署 長崎出張所
- 王子消防署 十条出張所
- 赤羽消防署 浮間出張所
- 滝野川消防署 田端出張所

#### 6方面
- 上野消防署 谷中出張所
- 荒川消防署 南千住出張所
- 尾久消防署 尾竹橋出張所
- 千住消防署 旭町出張所
- 足立消防署 大谷田出張所
- 西新井消防署 大師前出張所

#### 7方面
- 本所消防署 小梅出張所
- 向島消防署 墨田出張所
- 深川消防署 枝川出張所
- 城東消防署 砂町出張所
- 本田消防署 上平井出張所
- 金町消防署 亀有出張所
- 江戸川消防署 瑞江出張所
- 葛西消防署 船堀出張所
- 小岩消防署 南小岩出張所

#### 8方面
- 立川消防署 錦町出張所
- 武蔵野消防署 吉祥寺出張所
- 三鷹消防署 下連雀出張所
- 府中消防署 朝日出張所
- 昭島消防署 大神出張所
- 調布消防署 深大寺出張所
- 小金井消防署 緑町出張所
- 小平消防署 花小金井出張所
- 国分寺消防署 西元出張所
- 狛江消防署 猪方出張所
- 北多摩西部消防署 東大和出張所
- 清瀬消防署 竹丘出張所
- 東村山消防署　本町出張所
- 西東京消防署 田無出張所

#### 9方面
- 八王子消防署 小宮出張所
- 八王子消防署 由木分署
- 青梅消防署 日向和田出張所
- 町田消防署 忠生出張所
- 日野消防署 高幡出張所
- 福生消防署 羽村出張所
- 秋川消防署 秋留台出張所

#### 10方面
- 板橋消防署 小茂根出張所
- 志村消防署 蓮根出張所
- 練馬消防署 貫井出張所
- 光が丘消防署 北町出張所
- 石神井消防署 大泉出張所

## 他の消防本部・消防局
札幌市消防局の特別消防隊（SPS：スーパーポンパーサッポロ）や新潟市消防局の特別消火隊、岡崎市消防本部の特別消火隊、豊中市消防局の特別消火隊（FAST）など同様の部隊が設置されている。